# Cookie Mueller
Dorothy Karen Mueller dite Cookie Mueller, née le 2 mars 1949 à Baltimore (État du Maryland) et morte le 10 novembre 1989  à New York, est une actrice, performeuse, critique d'art et auteure américaine.

## Biographie

### Une enfance à Baltimore
Surnommée Cookie par ses parents Franck et Anne Mueller, Dorothy Karen Mueller grandit avec sa sœur Judy et son frère Michael dans la banlieue de Baltimore proche de la forêt entre le chemin de fer et un hôpital psychiatrique. Dès l'enfance, elle voyage avec sa famille à travers les États-Unis. Son frère décède à la suite de l'effondrement d'un arbre à proximité de la maison familiale, le 20 mars 1955 alors âgé de 14 ans.
À 11 ans, elle débute seule l'écriture par un ouvrage de 321 pages sur le thème des inondations de Johnstown datant de 1889. Après avoir agrafé les pages et enveloppé l'ouvrage dans une pellicule plastique, elle le dépose sur l'une des étagères d'une bibliothèque locale. Le livre n'a jamais été revu.

### Indépendance et mouvement hippie (1968 - 1976)
Cookie Mueller poursuit l'écriture et rejoint le mouvement hippie dès son entrée au lycée. Elle obtient un emploi au département homme d'un grand magasin et économise suffisamment pour déménager dès 1968 en Californie dans le quartier de Haight-Ashbury à San-Francisco, bastion du mouvement hippie dans les années 1960.
Toujours entourée, elle multiplie les séjours entre le quartier de Fells Point à Baltimore et Provincetown, ville côtière à l'extrémité du cap Cod dans le comté de Barnstable au Massachusetts. À Provincetown, elle fait la connaissance de Sharon Niesp sa compagne pendant de longues années et d'Earl Devries, un danseur local rencontré à Piggy's, la discothèque de la ville et qui deviendra le géniteur de son fils Max. Malgré l'arrivée de son fils, Cookie Mueller ne change en rien ses habitudes de consommatrice de cocaïne. Elle est accusée quelques années plus tard de vendre sa marchandise au cœur de la ville de New York. Inquiets de son état, ses colocataires la font interner dans l'institut psychiatrique auprès duquel elle a grandi dans le Maryland.
En 1969, elle rencontre le réalisateur américain John Waters lors de la première de son film Mondo Trasho. Spécialiste de la transgression cinématographique, il dirige l'actrice dans quatre films, Multiple Maniacs, Pink Flamingos, Female Trouble et Desperate Living. Cookie Mueller emménage de nouveau à Provincetown avec les Dreamlanders, muses de John Waters qui s’assure alors que l'actrice emmène bien son fils Max tous les matins à l’école.

### The East Village (1976 - 1989)
En 1976, Cookie Mueller s'installe dans Lower East Side, quartier de la ville de New York avec son fils Max et devient proche de la photographe américaine Nan Goldin, amie de l'artiste Robert Mapplethorpe. La nuit, alors que la photographe est serveuse au Tin Pan Alley, un bar du quartier de Times Square, Cookie Mueller réalise non loin de là un numéro de strip-tease. Les artistes rejouent ces scènes de vie nocturne en 1983 dans Variety, film de la réalisatrice américaine Bette Gordon.
À New York, qualifiée de "diva de l'underground", l'artiste multifacétique côtoie la Manson Family, les plasticiens Jean-Michel Basquiat et Keith Haring, les musiciens Klaus Nomi, Jim Morrison, Jimi Hendrix, les Ramones, Patti Smith, Blondie ou encore le groupe Sonic Youth.
Son style vestimentaire underground sera rendu populaire par Madonna.
En 1986, elle épouse l'artiste et créateur de bijoux italien Vittorio Scarpati, rencontré à Positano. Celui-ci décède en 1989 des suites du sida.
Atteinte également du sida, Cookie Mueller s'éteint d'une pneumonie le 10 novembre 1989 au Cabrini Medical Center de New York. À la suite du décès de son amie, Nan Goldin publie et expose The Cookie Portfolio 1976–1989, une série de 15 portraits de Cookie Mueller marquant les grands événements de sa vie dont une photographie capturée lors de ses funérailles à St. Mark's Church.
Madonna lui rend hommage lors de son interprétation de Live to tell, durant son Celebration tour en 2023 et 2024, parmi d'autres artistes qu'elle connut, tous morts du sida.

## Carrière professionnelle

### Cinéma
Cookie Mueller est principalement connue pour ses rôles dans les premiers films de John Waters et sa scène la plus célèbre reste celle d'une relation sexuelle avec un poulet dans le long-métrage Pink Flamingos. Son fils Max y fait également sa première apparition sous le nom de Baby Noodles. Elle retrouve le réalisateur américain et l'acteur travesti Divine en 1981 pour le film Polyester ou les aventures loufoques de la famille Fishpaw dans lequel elle incarne Betty Lalinski.
L'actrice participe à une dizaine de productions cinématographiques américaines de gogo-danceuse pour Edo Bertoglio à serveuse dans le décor omniprésent des nuits new-yorkaises comme dans le film Underground U.S.A. d'Eric Mitchell en 1980, avec comme partenaire l'actrice de cinéma transgenre et poétesse américaine, Jackie Curtis.
En 1983, pour les besoins du film Variety de la réalisatrice Bette Gordon, Cookie Mueller se mue une dernière fois en cliente d'un bar aux côtés de Will Patton.

### Littérature
Rédigé dans les années 1980, Walking Through Clear Water in a Pool Painted Black, œuvre la plus reconnue de l'auteure est finalement édité en 1990 aux États-Unis. D'une portée largement autobiographique, le livre réunit une série de nouvelles souvent trash et provocantes sur le New York underground de cette époque. Ces mémoires sont le récit de la vie marginale de l'artiste. L'ouvrage est publié pour la première fois en France en 2017 aux éditions Finitude.
En 1989, elle écrit le texte pour un livre de dessins réalisé par son mari l'artiste Vittorio Scarpati alors hospitalisé. L'ouvrage Putti's Pudding est distribué en décembre de la même année, après le décès des deux auteurs.
Soutenue par son ami Raymond Foye, Cookie Mueller publie Fan Mail, Frank Letters, and Crank Calls et Garden of Ashes chez Hanuman Books en 1988 et 1990. L'éditeur est également à l'origine de la rencontre avec Chloé Griffin, biographe de Pablo Picasso et John Richardson qui pendant cinq années a regroupé une série de témoignages des proches de l'artiste pour la publication Edgewise: A picture of Cookie Mueller édité en 2014 chez B_Books. Chloé Griffin réunit ensemble les voix de 90 personnes dont John Waters, Nan Goldin, Etole Vison, Sharon Niesp, Lynne Tillman et Max Mueller. Près de 230 illustrations et photographies inédites complètent l'ouvrage.

### Théâtre
Cookie Mueller se produit au théâtre dans différentes productions du Off-Off-Broadway. Elle interprète notamment le rôle de Sharon Tate dans la pièce The Roman Polanski Story.

### Chroniques et critiques d'art
Pendant plusieurs années, elle officie pour l'East Village Eye comme chroniqueuse santé dans la colonne Ask Dr Mueller. Une anthologie de ses écrits Ask Dr Mueller: the Writings of Cookie Mueller est édité en 1997 par Serpent's Tail avec la participation d'Amy Scholder. Critique d'art, elle participe à la revue d'art Bomb avant de dédier sa plume les cinq dernières années de sa vie au magazine Details.

## Filmographie
- 1970 : Multiple Maniacs de John Waters : Cookie Divine
- 1972 : Pink Flamingos de John Waters : Cookie, l'investigatrice
- 1974 : Female Trouble de John Waters : Concetta
- 1977 : Desperate Living de John Waters : Flipper
- 1978 : Final Reward de Rachid Kerdouche : Veronica
- 1979 : Seduction of Patrick de Michel Auder (court métrage)
- 1980 : Underground U.S.A. d'Eric Mitchell : Betty, la serveuse
- 1981 : Downtown 81 d'Edo Bertoglio : go-go danseuse
- 1981 : Subway Riders d'Amos Poe : Penelope Trasher
- 1981 : Polyester de John Waters : Betty Lalinski
- 1982 : Smithereens de Susan Seidelman : Karen
- 1983 : Variety de Bette Gordon : une femme au bar

## Publications
- 1984 : How to Get Rid of Pimples, 80 p., Top Stories  (ISBN 0917061195)
- 1988 : Fan Mail, Frank Letters, and Crank Calls, 86 p., Hanuman Books  (ISBN 0937815144)
- 1989 : Putti's Pudding, avec Vittorio Scarpati, 48 p., Kyoto Shoin  (ISBN 4763685449)
- 1990 : Walking Through Clear Water in a Pool Painted Black, 160 p., Semiotext(e)  (ISBN 0936756616) ; publié en français sous le titre Traversée en eau claire dans une piscine peinte en noir, Finitude, 2017  (ISBN 9782363390776), trad. de Romaric Vinet-Kammerer
- 1990 : Garden of Ashes, 120 p., Hanuman Books  (ISBN 0937815365)
- 1997 : Ask Dr Mueller : the Writings of Cookie Mueller, avec Amy Scholder, 294 p., Serpent's Tail  (ISBN 1852423315)
- 2019 : Comme une version Arty de la réunion de couture[23], 208 p., Finitude  (ISBN 9782363391148), trad. de Romaric Vinet-Kammerer